# David Arias
David M. Arias (Rosario,  11 de noviembre de 1888 - Buenos Aires,  31 de marzo de 1966) fue un abogado argentino que ejerció varios cargos públicos, entre ellos el de  Ministro de Agricultura y Ganadería durante la dictadura de José Félix Uriburu.

## Biografía
Hijo de Felisa Tobal y del jurista salteño Pedro Nolasco Arias —y nieto del gobernador de esa provincia, Tomás Arias— se recibió de abogado en la Universidad de Buenos Aires y contrajo matrimonio con María Julia Rocha. Inició su carrera como secretario de un juzgado en 1913, año en que también fue secretario de la intervención federal de la provincia de Jujuy. Durante las presidencias de Hipólito Yrigoyen ejerció el periodismo y fue abogado de varias empresas extranjeras.
En 1931, tras la derrota electoral frente al radicalismo, y pese a que las elecciones fueron anuladas, el dictador José Félix Uriburu reorganizó el gabinete de ministros. Nombró ministro de Agricultura y Ganadería a David Arias, reconocido como enemigo del monopolio estatal de YPF, y partidario de apoyar las inversiones extranjeras en la explotación petrolífera, en particular las estadounidenses en la provincia de Salta. De hecho, fue nombrado por una casualidad, ya que estaba realizando gestiones a favor de la Standard Oil en la Casa Rosada cuando se produjo la renuncia del ministro Beccar Varela, y Uriburu no tenía un reemplazante. No obstante, las restricciones a las empresas extranjeras siguieron en pie, en parte por presión del general Ángel Allaria, presidente de YPF. No obstante, durante su gestión se construyó la primera refinería de la Royal Dutch Shell, con la explícita protección del ministro Arias. Durante su gestión, su secretario era el escritor Manuel Mujca Laínez.
Durante la Década Infame fue profesor de derecho civil en la Universidad de Buenos Aires, y fue vicedecano de la Facultad de Derecho. Fue también miembro del Instituto Autárquico de Colonización de la provincia de Buenos Aires, miembro del directorio de la Dirección Nacional de Vialidad. Durante la revolución del 43 fue interventor de la Universidad de Buenos Aires.
Falleció en marzo de 1966 en Buenos Aires.